# منتخب النمسا تحت 17 سنة لكرة القدم
منتخب النمسا تحت 17 سنة لكرة القدم (بالألمانية: Österreichische Fußballnationalmannschaft)‏ هو ممثل النمسا الرسمي في المنافسات الدولية في كرة القدم في فئة كرة قدم تحت 17 سنة للرجال، يديره اتحاد النمسا لكرة القدم.